# Skakavac, Berane
Skakavac este un sat din comuna Berane, Muntenegru. Conform datelor de la recensământul din 2003, localitatea are 83 de locuitori (la recensământul din 1991 erau 95 de locuitori).

## Demografie
În satul Skakavac locuiesc 71 de persoane adulte, iar vârsta medie a populației este de 40,7 de ani (42,5 la bărbați și 39,1 la femei). În localitate sunt 28 de gospodării, iar numărul mediu de membri în gospodărie este de 2,96.
Această localitate este populată majoritar de sârbi (conform recensământului din 2003).
|  |

| Demografie | Demografie | Demografie |
| An         | Locuitori  | Locuitori  |
| ---------- | ---------- | ---------- |
|            |            |            |
|            |            |            |
|            |            |            |
|            |            |            |
| 1948       | 116        |            |
| 1953       | 137        |            |
| 1961       | 81         |            |
| 1971       | 71         |            |
| 1981       | 94         |            |
| 1991       | 95         | 93         |
| 2003       | 89         | 83         |

| \| Componența etnică conform recensământului din 2003[2] \| Componența etnică conform recensământului din 2003[2] \| Componența etnică conform recensământului din 2003[2] \| Componența etnică conform recensământului din 2003[2] \| Componența etnică conform recensământului din 2003[2] \| \| ----------------------------------------------------- \| ----------------------------------------------------- \| ----------------------------------------------------- \| ----------------------------------------------------- \| ----------------------------------------------------- \| \| \| \| \| \| \| \| Sârbi \| Sârbi \| \| 62 \| 74,69% \| \| Muntenegreni \| Muntenegreni \| \| 10 \| 12,04% \| \| Bosniaci \| Bosniaci \| \| 7 \| 8,43% \| \| Musulmani \| Musulmani \| \| 4 \| 4,81% \| \| necunoscută \| necunoscută \| \| 0 \| 0% \| |              |  |    |        |
| Componența etnică conform recensământului din 2003 |              |  |    |        |
| |              |  |    |        |
| Sârbi | Sârbi        |  | 62 | 74,69% |
| Muntenegreni | Muntenegreni |  | 10 | 12,04% |
| Bosniaci | Bosniaci     |  | 7  | 8,43%  |
| Musulmani | Musulmani    |  | 4  | 4,81%  |
| necunoscută | necunoscută  |  | 0  | 0%     |